# Radio Nacional de Chile
Radio Nacional de Chile es una estación radial chilena privada, antes pública, creada en Santiago de Chile el 12 de febrero de 1974, como resultado de la expropiación de la emisora socialista Radio Corporación, dirigida por el diputado del Partido Socialista de Chile, Erich Schnake, en el golpe de Estado del 11 de septiembre de 1973. 
Fue desde el comienzo la emisora oficial del Estado y transmitía actos oficiales de la dictadura militar, entre otros menesteres de gobierno. Radio Nacional de Chile mantuvo paralelamente la estación radiodifusora de onda corta La Voz de Chile de programación propagandística para la audiencia extranjera. 
Con el retorno a la Democracia en 1990, Radio Nacional de Chile pasó a manos de los gobiernos de Patricio Aylwin y Eduardo Frei Ruiz-Tagle, que decidió venderla al sector privado el 18 de enero de 1995, siendo adquirida primeramente por el empresario Santiago Agliati Gambino y posteriormente por Mauricio Ramírez Barrenechea, hermano del destacado periodista y relator deportivo chileno Juan Manuel Ramírez Barrenechea. 

## Historia

### Como radio pública (1974-1995)
Los estudios de Radio Nacional de Chile quedaban en calle Morandé 25, 2° piso, justo al frente del Palacio de La Moneda (la casa de Gobierno de Chile). Estos estudios eran de la expropiada Radio Corporación. 
En 1985, Radio Nacional de Chile cambió de nombre, identificándose como Radio Sistema Nacional (RSN), y se mudó a sus nuevos estudios ubicados en calle San Antonio 220, 2º piso. En aquella ocasión el locutor que inició las transmisiones desde ese lugar fue el locutor y periodista Luis Antonio Gamboa Baeza, quien era lector de noticias, locutor comercial de Más Deporte y conductor de programas, que trabajaba en Morandé 25. Sin embargo, en 1987 volvió a llamarse Radio Nacional de Chile. Se transmitió también a través de la Frecuencia Modulada con una programación juvenil en el 94.5 MHz desde 1977 hasta 1981 y el 88.9 MHz entre ese año y el 21 de mayo de 1986. El 22 de mayo de 1986 inicia sus transmisiones Radio Futuro en el 88.9 MHz con una programación musical-juvenil, destacando los comienzos radiales de Fernando Solís, Karin Yanine y Ricardo Cubillos. Su director responsable era José Luis Córdova Ballesteros y el director artístico era Patricio Livingstone. Luis Antonio Gamboa era lector de noticias y marcaba ciertos segmentos con una programación distinta a la de la Amplitud Modulada.[cita requerida]
A lo largo de su historia, esta emisora ha visto pasar por sus micrófonos a diversas figuras de la radio y la televisión chilena. Una de sus primeras voces fue el desaparecido cantante y locutor Enrique Balladares, quien asumió además la dirección artística de la radio. Curiosamente, Balladares había ocupado el mismo cargo en Radio Corporación, su antecesora. Otros locutores de Radio Nacional de Chile fueron Javier Miranda, Enrique Maluenda, Carlos Sapag, Edmundo Soto y Rodolfo Roth, quien leyó noticias, hizo especiales de música clásica y animó el programa Disco Show, con la programación musical realizada por el programador del conglomerado de la radio, Ian Martinson en Radio Nacional de Chile FM entre 1978 y 1979.[cita requerida]
Rodolfo Cepeda fue director artístico y locutor de Radio Nacional a finales de los '80, compartiendo la locución comercial con Enrique Balladares y Luis Antonio Gamboa, en el clásico programa deportivo Más Deporte (que entre los años 1974 y 1982 se llamó Chile Deportivo, en donde estuvieron Enrique Balladares, Hernán Solís, Juan Cugniet, Gustavo Eissmann, Fernando Sepúlveda, Jorge Abufhele, Gustavo Aguirre, Esteban Lob, Octavio Sufán, entre otros). En la lectura de noticias estaban las voces de Víctor Muñoz, Luis Antonio Gamboa, Mauricio Sanhueza, entre otros, que también aportaban en la locución comercial de Más Deporte. 
En las manañas, Buenos Días, su Señoría (1978-1982) con Pepe Abad, África Morales, Elías Gómez, Gina Zuanic y Eduardo Riveros, Trajinando la Mañana (1983) con Jorge Rencoret y el ya nombrado Elías Gómez, un matinal con Pablo Ignacio Fernández (1987) y El Festival de Enrique Maluenda (1988-1991); rumbo al descanso, Hora 18 con Javier Miranda (1983) y La Tarde Musical con Edmundo Soto y el humorista Ronco Retes (1988-1990), y Luis Antonio Gamboa, quien junto a Luis Nogueira y Luis Maturana Carranza, condujeron en diversos períodos, Cuando mi Padre Bailaba, en la noche compartieron espacios en diversas épocas por el siguiente orden: Programas Conversando la Noche con Usted con Roberto Sáez (1981-1982, 1986-1988), Las Horas Nuestras con Raquel Küppers (1983) y De Medianoche con Maripepa con la ex vedette española María José "Maripepa" Nieto y el propio Roberto Sáez (1989).
Voces que marcaron las noticias: La lectura de noticias con dos voces era un clásico en las radios AM. Parejas informativas: Enrique Balladares-Esteban Lob/Rodolfo Cepeda-Luis Nogueira/Luis Nogueira-Sergio Urtubia/Luis Nogueira-Luis Antonio Gamboa/Luis Antonio Gamboa-Luis Maturana Carranza/Luis Antonio Gamboa-Víctor Muñoz. 
En la misma Radio Nacional, entre los años 1974 y 1986, existía un informativo llamado Onda Noticiosa, que además de sus locutores ya citados, se caracterizaba por sus diferentes cortinas musicales. Con el término de Onda Noticiosa, apareció en marzo de 1986, RadioNoticias, bajo la conducción y dirección general del locutor Francisco "Gabito" Hernández y con comentaristas como Pablo Rodríguez Grez, Joaquín Lavín y el periodista Héctor Durán Cáceres, también con varios cambios en sus cortinas musicales.

### Era privada (1995-1999)
El 18 de enero de 1995, Radio Nacional de Chile fue licitada por el gobierno de Eduardo Frei Ruiz-Tagle, que decidió venderla al sector privado, por lo cual fue vendida a Santiago Agliati Gambino, dueño de una empresa de vidrios. Sus estudios fueron mantenidos por varios años como parte del acuerdo de la compra en calle José Victorino Lastarria 46, Santiago.
Destacaban en la programación de 1996, los siguientes programas:
Mañana:
- Más Deporte Primera Edición: Eduardo Bonvallet, Marco Sotomayor, Orlando Escárate
- Nacionalmente: Leo Caprile y Marco "Charola" Pizarro

Tarde:
- Más Noticias Central: Carolina Arregui, Gerardo Ayala Pizarro, Luis Antonio Gamboa y Víctor Muñoz
- Más Deporte Segunda Edición: Eduardo Bonvallet, Marco Sotomayor, Eugenio Cornejo y Orlando Escárate
- Entre Cuatro Paredes: Carlos Pinto y Jorge Garrido
- Recordando: Alodia Corral
- Yolanda Montecinos Comenta: Yolanda Montecinos (Lunes, miércoles y viernes)
- Más Deporte Tercera Edición: Eduardo Bonvallet, Marco Sotomayor, Eugenio Cornejo y Orlando Escárate

Noche:
- Hola Recuerdos: Edmundo Soto
- Nunca es Tarde: Gina Zuanic, Tito Fernández y Carlos Vázquez

Otros:
- Más Deporte: Transmisiones desde los estadios
- Locutores de Más Noticias Central y Boletines Informativos: Carolina Arregui, Gerardo Ayala Pizarro, Luis Antonio Gamboa y Víctor Muñoz
- En Aquellos Años: Luis Antonio Gamboa con canciones musicales y Radioteatros del recuerdo.[cita requerida]

### Juicios y demandas
Desde 1998 en adelante, Radio Nacional de Chile sufre uno de los mayores problemas económicos y de estabilidad mediante el arriendo de espacios a distintas organizaciones y personas, con lo que la calidad de la emisora disminuyó considerablemente.[cita requerida]

### Actualidad
Por un tiempo, Radio Nacional de Chile transmitió programación con música del recuerdo. Su director responsable entre 2013 y 2018 fue el señor Mauricio Ramírez Barrenechea, quien se inició justamente en la entonces Radio Sistema Nacional (RSN), junto a su hermano el conocido periodista y relator deportivo Juan Manuel Ramírez como productor del programa Más Deporte en 1985 y en 1992 se fue a Radio Colo Colo como productor del programa Actualidad Deportiva en Radio Colo Colo con Hernán Solís, Darío Verdugo, Raúl Pizarro, Vladimir Molinari, Manuel Emilio Cossa, Omar Marchant (Horacio Maira Orrego), Jaime Cartagena, Isidoro Barquín y Marcelo Muñoz, fue coordinador y estadístico del programa deportivo partidario de Colo Colo Colo Colo en el Aire (1993), bajo la dirección general de Gerardo Ayala Pizarro, junto al propio Ayala, Luis Urrutia O'Nell "Chomsky", Eduardo Bruna, Claudio Palma, Héctor "Tito" Garrido, Mirko Jozic, Patricio Yáñez, José Daniel Morón y Eduardo Hurtado y luego estuvo en el programa Ovación en radios Cooperativa (1994) y Cien (1995) con Nicanor Molinare de la Plaza, Raúl Hernán Leppé, Ricardo Chávez, Freddy Hurtado, José Luis Molinare, Sergio Brotfeld, Alfredo Villalobos, Octavio Sufán, Nicanor Molinare Zuanic, Patricio Muñoz, Oscar Hernán Guzmán, Johnny Teperman, Jorge Acevedo, Alfredo Larrazábal, José "Pepe" Abarca, Libardo Buitrago, Sebastián Fernández, Jorge "Coco" Torres, entre otros. 
Mauricio Ramírez regresa a cargo de Radio Nacional de Chile a fines de 1995 como productor general y es considerado como el creador del proyecto del año 1996 que le dio el primer lugar a la emisora, superando a las radios Cooperativa, Minería, Chilena y Portales, especialmente el programa deportivo Más Deporte. Según los datos legales, Ramírez era el propietario de la radio.[cita requerida]
Actualmente, Radio Nacional de Chile emite a través de su red de emisoras en AM a lo largo del país y su señal de internet con sonido estéreo y con una fidelidad similar a una emisora FM.
Desde el 1 de agosto de 2018, Radio Nacional de Chile transmite el programa hípico Vamos a la Hípica, dirigido y conducido por Elías Gómez, con la transmisión de las carreras de los diferentes hipódromos del país, de lunes a sábado, y los domingos cuando hay actividad hípica en Chile, todo entre las 12:00 y las 00:00 horas, razón por la cual es conocida como La radio de la hípica.

## Red de emisoras
- 1140 kHz Santiago
- 1260 kHz Arica
- 1400 kHz Iquique
- 930 kHz Antofagasta
- 940 kHz Copiapó
- 820 kHz La Serena
- 1340 kHz Gran Valparaíso
- 1430 kHz Rancagua
- 1090 kHz Talca
- 640 KHz Constitución
- 1030 kHz Concepción
- 920 kHz Temuco
- 890 kHz Punta Arenas

### Años '90
En la red territorial de emisoras de Radio Nacional de Chile llegaron a integrarse, hasta mediados de los años '90, 49 emisoras. En orden de norte a sur, éstas eran:
- 1260 kHz Nacional de Chile de Arica
- 98.1 MHz Pukara de Arica
- 1400 kHz Nacional de Chile de Iquique
- 99.7 MHz Oasis de Iquique
- Impacto de Calama
- 1500 khz Nacional de Chile de Antofagasta
- 940 kHz Nacional de Chile de Copiapó
- 1490 kHz Alicanto de El Salvador
- Diego de Almeida de Pueblo Hundido
- 1320 kHz Estrella del Norte de Vallenar
- 620 kHz Norte Verde de Ovalle
- 820 kHz Nacional de Chile de La Serena
- 820 kHz Gabriela Mistral de La Serena
- 1080 kHz Río Elqui de Vicuña
- Alonso de Ercilla de Illapel
- 1340 kHz Nacional de Chile de Valparaíso
- Nueva Fundación de Valparaíso
- 580 kHz Manukena de Isla de Pascua
- 1590 kHz Aconcagua de San Felipe
- 1500 kHz Trasandina de Los Andes
- 1470 kHz Sargento Aldea de San Antonio
- 1430 kHz Nacional de Chile de Rancagua
- 106.1 MHz Éxito de San Vicente de Tagua Tagua
- 1550 kHz Manuel Rodríguez de San Fernando
- 105.5 MHz Ensueño de Santa Cruz
- 1260 khz Condell de Curicó
- 1090 kHz Nacional de Chile de Talca
- 1160 kHz Ancoa de Linares
- Nuevo Renacer de Cauquenes
- 990 kHz El Roble de Parral
- 1540 kHz Central de Chillán
- 1030 kHz Nacional de Chile de Concepción
- 890 kHz Interamericana de Concepción
- 106.1 MHz Matías Cousiño de Lota
- 1510 kHz Teniente Merino de Lebu
- 1580 kHz Millaray de Cañete
- 1580 kHz Continental de Collipulli
- 1320 kHz Lincoyán de Mulchén
- 1550 kHz Regional de Traiguén
- 920 kHz Nacional de Chile de Temuco
- Aníbal Pinto de Lautaro
- Turismo Internacional de Villarrica
- 1590 kHz Nacional de Chile de Valdivia
- 700 kHz Valdivia de Valdivia
- 780 kHz Sago de Osorno
- 1210 kHz Nacional de Chile de Puerto Montt
- 1090 kHz Imagen de Castro
- 92.9 MHz Stereo Sur de Coyhaique
- 970 kHz Patagonia Chilena de Coyhaique
- 890 kHz Nacional de Chile de Punta Arenas
- 1350 kHz Cabo de Hornos de Puerto Williams

## Frecuencias anteriores
- 1260 kHz (Arica).
- 1090 kHz (Talca); hoy Radio Amiga, sin relación con Corporación Radiofónica Chilena S.A.
- 1210 kHz (Puerto Montt); hoy Radio La Señal, sin relación con Corporación Radiofónica Chilena S.A.